# Fujimi Shobō
Fujimi Shobō (jap. 富士見書房), dawniej Fujimi Shobō Co., Ltd. (jap. 株式会社富士見書房 Kabushiki gaisha Fujimi Shobō) – japońskie wydawnictwo z siedzibą w Tokio, specjalizujące się w wydawaniu light novel, mang, gier RPG i kolekcjonerskich gier karcianych. Zostało założone w 1972 roku, a w 1991 roku zostało przejęte przez wydawnictwo Kadokawa Shoten, stając się jednym z jego oddziałów. W 2013 roku podjęto decyzję o połączeniu wydawnictwa z innymi spółkami, w wyniku czego stało się ono marką holdingu Kadokawa Future Publishing. W kwietniu 2015 przestało istnieć na rzecz marki Kadokawa.

## Wydawane magazyny
- Dragon Magazine[4]
- Fantasia Battle Royal[5]
- Gekkan Dragon Age[6]
- Dragon Age Pure[7]
- Age Premium[8]
- Millefeui[9]
- Bessatsu Dragon Age (od 2019 Young Dragon Age)[10]